# تالار ملی مشاهیر زن

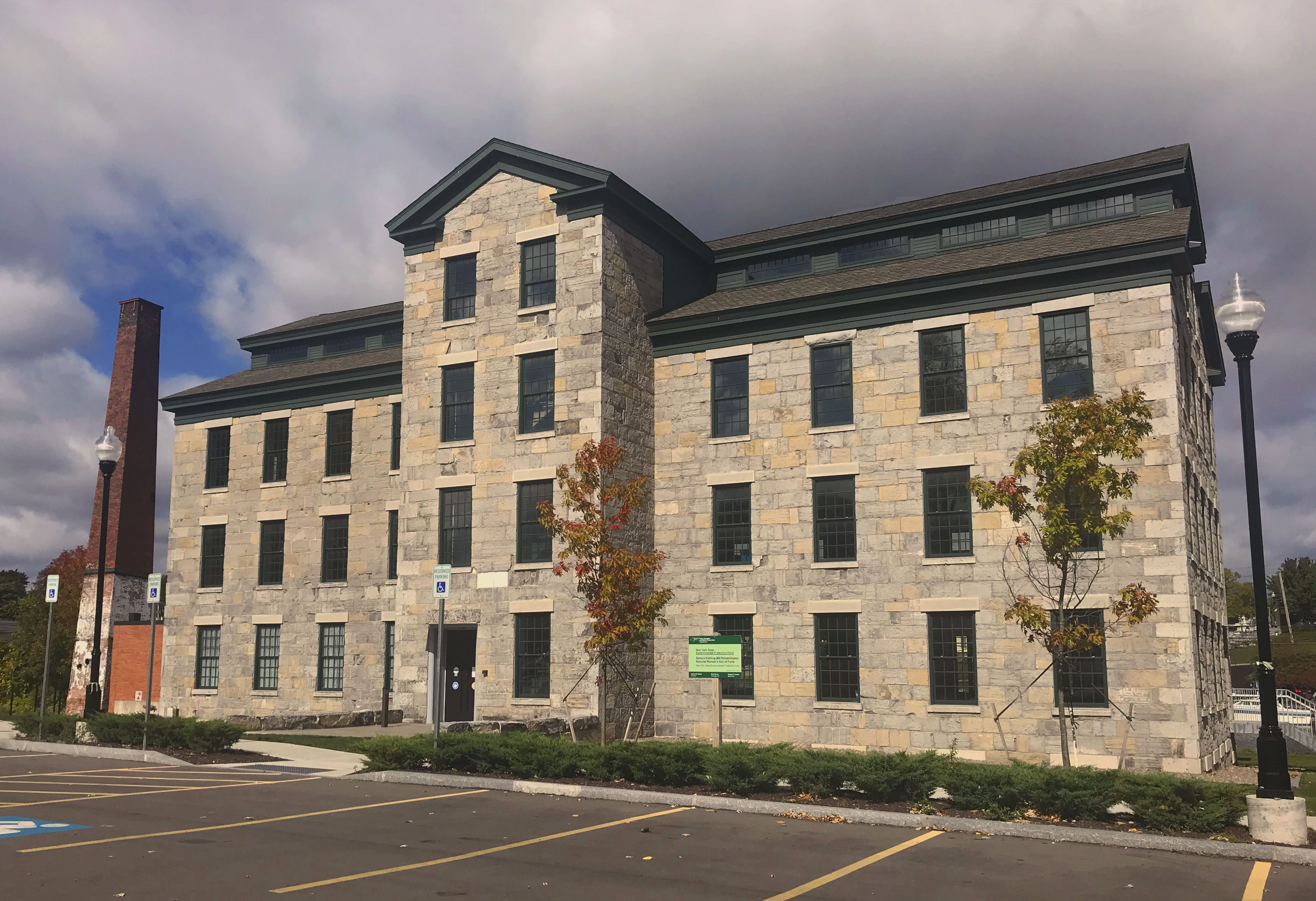
عمارت تاریخی سنکا نیتینگ میل، خانهٔ جدید تالار ملی مشاهیر زن.

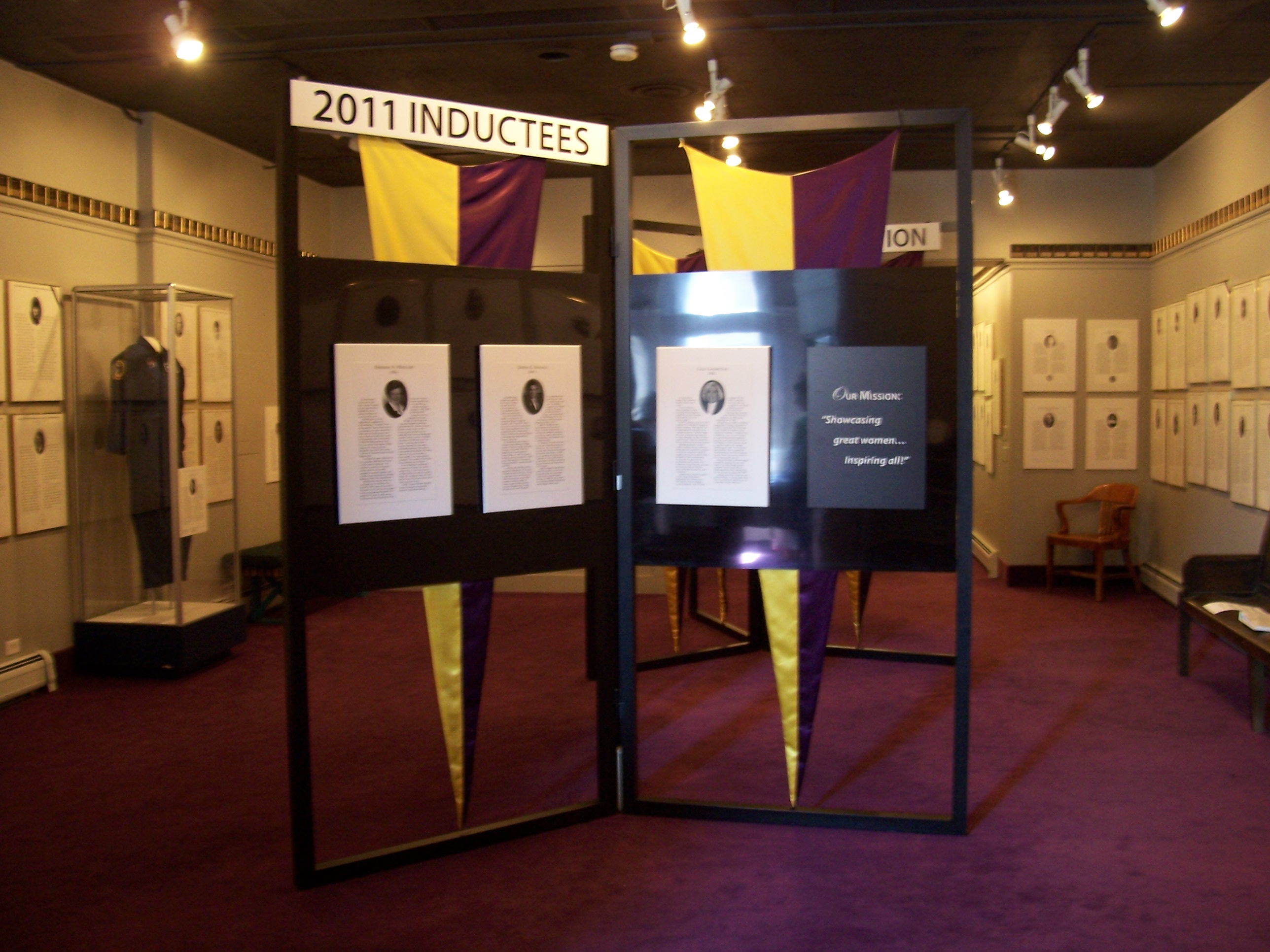
نمای دااخلی یک بانک قدیمی که مکان سابق تالار ملی مشاهیر زن بود.

تالار ملی مشاهیر زن (انگلیسی: National Women's Hall of Fame) مؤسسه‌ای است که در سال ۱۹۶۹ میلادی در سنکا فالز، نیویورک که مکان برگزاری کنوانسیون سنکا فالز بود پایه‌گذاری شد.
این مؤسسه، نام زنان برجستهٔ آمریکایی را به فهرست تالار مشاهیر اضافه می‌کند که طی فرایندی سخت‌گیرانه و دقیق توسط نمایندگان سازمان‌های مهم آمریکایی از حیطه‌های تخصصی مختلف انتخاب می‌شوند. معیار انتخاب این افراد شامل تغییراتی است که در جنبه‌های اجتماعی، اقتصادی یا فرهنگی جامعه آمریکا ایجاد کرده‌اند؛ تأثیرات مهم ملی و جهانی ناشی از تغییراتی که با مشارکت‌هایش ایجاد کرده‌اند یا ارزش ماندگار دستاوردها یا تحولات حاصل از کارهایشان. جشن این مراسم در پائیز سال‌هایی که عدد فرد دارند برگزار می‌شود و نام نامزدها را در بهار گذشته و معمولاً در ماه مارس طی ماه تاریخچه زنان اعلام می‌کنند.

## مکان
تالار ملی مشاهیر زنان ایالات متحده آمریکا تا سال ۱۹۷۹ میلادی توسط دانشکدهٔ آیزنهاور میزبانی می‌شد که آن را در ساختمان اجاره‌ای یک بانک قدیمی در محلهٔ تاریخی سنکا فالز برگزار می‌کرد. این ساختمان پس از بازسازی به محل دائمی نمایشگاه، دفاتر اداری و عتیقه‌جات تاریخی تالار ملی مشاهیر زن (NWHF) مبدل شد. در اوت ۲۰۲۰ میلادی، تالار ملی مشاهیر زن درهای خود را به روی سومین و آخرین خانهٔ خود بازگشود: «سنکا نیتینگ میل» که در سمت مقابل کانال آب «پارک ملی تاریخی حقوق زنان» واقع شده، مکانی که کنوانسیون سنکا فالز در آن برگزار شد. فرایند بازسازی و نقل مکان به ساختمان جدید، چندین سال طول کشید. در سال ۲۰۱۴ هیئت امنای این مؤسسه یک کمپین مالی ۲۰ میلیون دلاری به راه انداخت تا «سنکا نیتینگ میل» را که با جنبش مخالفت با بردگی و پیدایش حقوق زنان در ارتباط بود، بازسازی کند. فاز اول پروژه، فضای تالار ملی مشاهیر زن را دو برابر کرد. در فاز دوم، یک آسانسور، راه‌پله‌های اضافی و بازسازی‌های دیگر اضافه خواهد شد. در پایان پروژه، فضا چهار برابر خواهد شد و به ۱۶٬۰۰۰ فوت مربع (۱٬۵۰۰ متر مربع) خواهد رسید که شامل فضای نمایشگاه، دفاتر اداری، سالن ملاقات و کنفرانس، سالن برگزاری عروسی و رویدادهای محلی خواهد بود.

## فهرست مشاهیر
- بلا ابزوگ
- ابیگیل آدامز
- جین آدامز
- مادلین آلبرایت
- تنلی آلبرایت
- لوییزا می الکات
- مارین اندرسون
- مایا آنجلو
- سوزان آنتونی
- ویرجینیا آپگار
- الا جوزفین بیکر
- لوسیل بال
- ان بنکرافت
- کلارا بارتون
- روث بندیکت
- آنتوانت براون بلک‌ول
- الیزابت بلکول
- امیلی بلکول
- نلی بلای
- لوئیز بورژوآ
- مارگارت برک-وایت
- نانسی برینکر
- گوندولین بروکس
- پرل باک
- فرانچسکا ساوریا کابرینی
- آنی جامپ کانن
- ریچل کارسون
- روزالین کارتر
- مری ان شاد
- مری کسات
- ویلا کاتر
- کری چپمن کت
- جولیا چایلد
- شرلی چیزم
- هیلاری کلینتون
- ژاکلین کاکرن
- میلدرد کوهن
- بسی کلمن
- آیلین کالینز
- ماریان کوپه
- گرتی کوری
- متیلدا کومو
- آنجلا دیویس
- دوروتی دی
- دونا ده وارونا
- امیلی دیکینسون
- الیزابت دول
- کاترین درکسل
- آملیا ارهارت
- مری بیکر ادی
- گرترود ادرل
- گرترود بی. الیون
- دوروتی هریسون یوستس
- الیس کاترین اونز
- جرالدینه فرارو
- الا فیتزجرالد
- جین فوندا
- بتی فورد
- آریتا فرانکلین
- هلن مورای فری
- بتی فریدان
- مارگارت فولر
- ماتیلدا جوسلین گیج
- اینا می گسکین
- الثیا گیبسون
- لیلین مولر گیلبرث
- شارلوت پرکینز گیلمن
- روث بیدر گینزبرگ
- ماریا ژئوپرت مایر
- کاترین گراهام
- مارتا گراهام
- تمپل گراندین
- مارشا گرین‌برگر
- فانی لوه هامر
- آلیس همیلتون
- لورن هنزبری
- هلن هیز
- دوروتی‌هایت
- بتریک هیکس
- بیلی هالیدی
- گریس هاپر
- جولیا وارد هوی
- دولورس هوارتا
- زورا نیل هرستون
- آن هاچینسون
- باربارا اگلوسکی
- شرلی جکسون
- ویکتوریا جکسون
- ماری کورینا پاتنم جکوبی
- می جمیسون
- مری هریس جونز
- باربارا جردن
- هلن کلر
- فرانسیس اولدهم کلسی
- جین کیلبورن
- بیلی جین کینگ
- کورتا اسکات کینگ
- جولی کرون
- الیزابت کوبلر-راس
- استفانی کولک
- هنریتا لاکس
- کارلوتا والز لانیر
- دوروتیا لنگ
- شری لانسینگ
- اما لازاروس
- لی‌لی لدبتر
- مایا لین
- بلوا آن لاک‌وود
- کلر لوس
- شنن لوسید
- فیلیپا ماراک
- باربارا مک‌کلینتاک
- کاترین دکستر مک‌کورمیک
- مارگارت مید
- باربارا میکولسکی
- کیت میلت
- پتسی مینک
- ماریا میچل
- تونی موریسون
- لوکرشیا مات
- کیت ملانی
- ایمی مالینز
- کارول ماتر
- سندرا دی اوکانر
- جورجیا اوکیف
- آنی اووکلی
- رزا پارکس
- روت پاتریک
- آلیس پال
- نانسی پلوسی
- فرنسیس پرکینس
- جودیت لین پیپر
- ژانت رانکین
- جنت رینو
- الن سوالو ریچاردز
- سالی راید
- النور روزولت
- جنت رولی
- ویلما رودالف
- ژوزفین سن پیتر رافین
- مری هریمن رامزی
- فلورانس رینا سابین
- برنیس سندلر
- مارگارت سنگر
- آنا شوآرتز
- فلورانس باربارا سیبرت
- الیزابت آن ستون
- دانا شلیلا
- آنا هوارد شاو
- یونیس کندی شرایور
- موریل سیبرت
- بورلی سیلس
- لوی اسلاتر
- النور اسمیل
- بسی اسمیت
- مارگارت چیس اسمیت
- سوزان سولومون
- سونیا سوتومایور
- الیزابت کدی استانتون
- گلوریا استاینم
- هلن استفنز
- نتی استیونز
- لوسی استون
- هریت بیچر استو
- آن سالیوان
- کاترین سویتزر
- هنریتا سولد
- ماریا تالچیف
- ایدا تاربل
- هلن بی. توسیگ
- سوجرنر تروث
- هریت تابمن
- لیلیان والد
- ماری ادواردز واکر
- آلیس واترز
- آیدا ب. ولز
- یودورا ولتی
- ایدیت وارتون
- شیلا ویدنال
- اما ویلارد
- فرانسیس ویلارد
- اپرا وینفری
- ویکتوریا وودهال
- چین-شیونگ وو
- روزالین سوسمن یالو
- بیب دیدریکسون زاهاریاس